# Caroline Amalia van Augustenburg
Caroline Amalia van Augustenburg, voluit van Sleeswijk-Holstein-Sonderburg-Augustenburg (Kopenhagen, 28 juni 1796 - Kopenhagen, 9 maart 1881), was koningin-gemalin van Denemarken (1839-1848), als de tweede vrouw van koning Christiaan VIII van Denemarken.

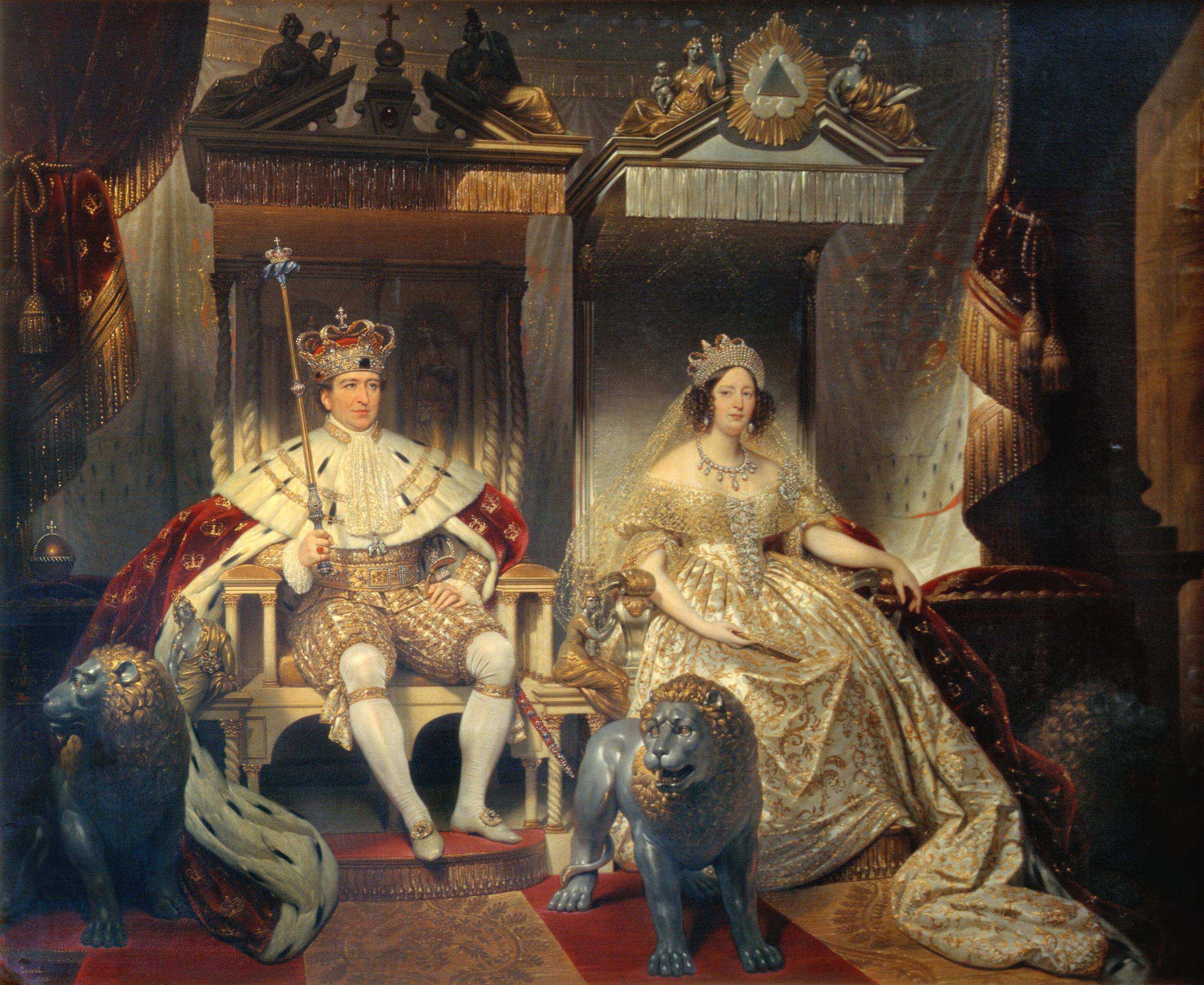
Kroning van Christiaan VIII en Caroline Amalia (1839). Schilderij van Joseph-Désiré Court, 19e eeuw.

Zij was de dochter van hertog Frederik Christiaan II van Sleeswijk-Holstein-Sonderburg-Augustenburg en van prinses Louise Augusta van Denemarken. Zij huwde met prins Christiaan in 1815, nadat deze teruggekeerd was naar Denemarken na zijn kortstondig koningschap in Noorwegen (1814). In 1839 werd haar man koning van Denemarken. Aanvankelijk werd zij argwanend bekeken omwille van haar afkomst uit Augustenburg doch won later aan populariteit in Denemarken. Zij componeerde muziekstukken. Zij bleef koningin tot 1848, toen haar man overleed. Het koppel had geen kinderen.
- Gemeinsame Normdatei: 130818267
- International Standard Name Identifier: 0000 0000 6689 1089
- Nationale Bibliotheek van Israël: 987007297326105171
- Virtual International Authority File: 368149294077280520202